# Philippe Rouleau
Pour les articles homonymes, voir Rouleau.
Philippe Rouleau, né le 8 septembre 1940 dans le 17e arrondissement de Paris où il est mort le 16 novembre 2009, est un acteur français.

## Biographie

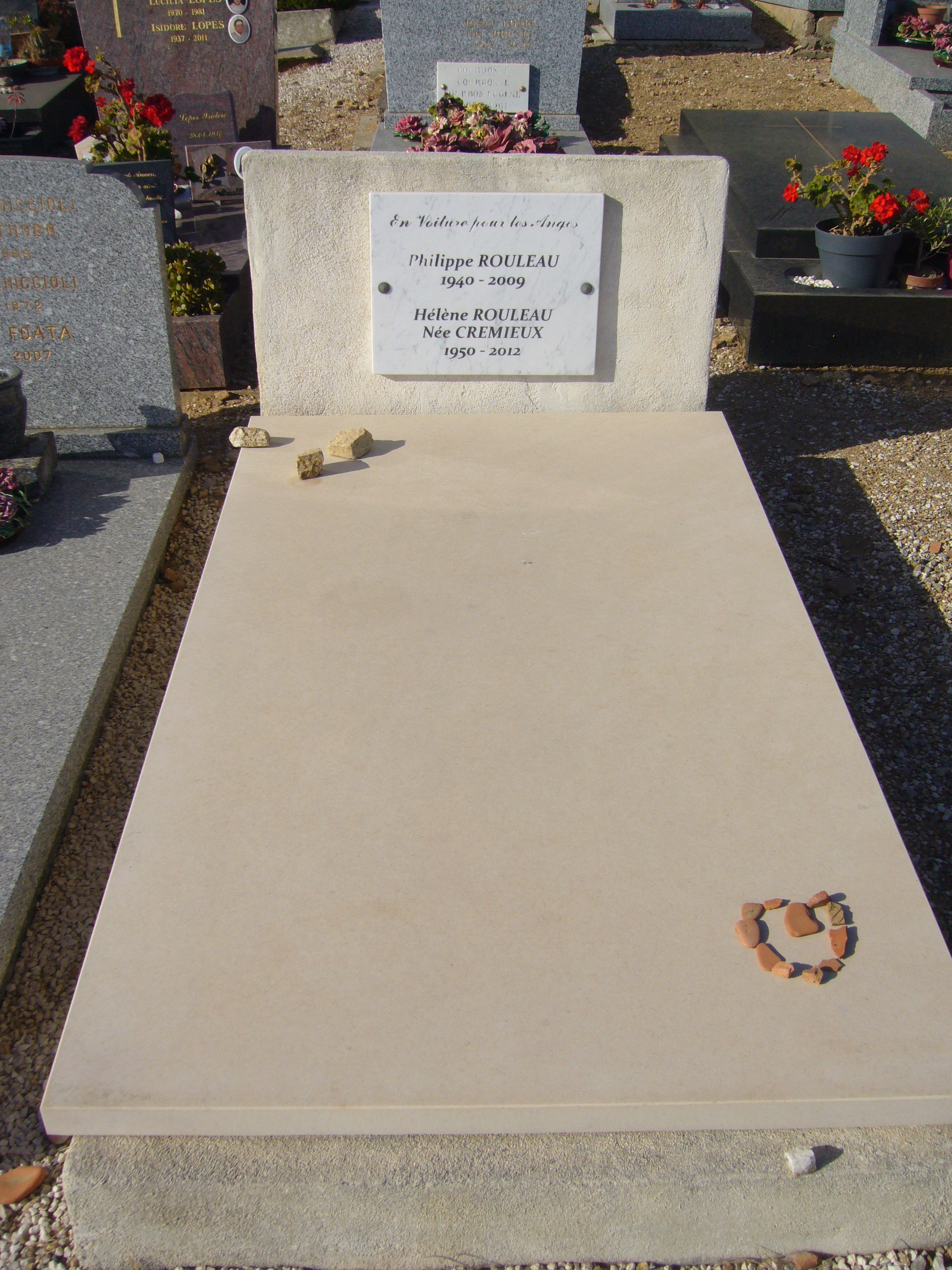
Sépulture de Philippe Rouleau dans le cimetière marin de Saint-Tropez

Il est le fils de l'acteur-metteur en scène Raymond Rouleau et de l'actrice Françoise Lugagne, et frère de Fabrice Rouleau.
Il a notamment joué dans les séries télévisées Médecins de nuit et Châteauvallon.
Il est inhumé au cimetière marin de Saint-Tropez (Var).

## Filmographie

### Cinéma
- 1961 : La Menace de Gérard Oury : Stéphan, crédité sous le nom de Philippe Caster
- 1962 : Les Amants de Teruel de Raymond Rouleau : l'amoureux
- 1965 : Compartiment tueurs de Costa-Gavras : l'inspecteur Antoine
- 1971 : Boulevard du rhum de Robert Enrico : un invité
- 1972 : Far from Dallas de Philippe Toledano : Régis
- 1977 : Julie pot de colle de Philippe de Broca : Chardon
- 1977 : L'Imprécateur  de Jean-Louis Bertuccelli : Vasson
- 1977 : Le Point de mire de Jean-Claude Tramont : John W. Maxwell
- 1978 : Ne pleure pas de Jacques Ertaud : le docteur Fournier
- 1978 : Le Dossier 51 : Philippe Lescarre
- 1980 : Premier Voyage de Nadine Trintignant : l'automobiliste
- 1984 : Mesrine de André Génovès : le journaliste de Paris Match
- 1985 : Oriana de Fina Torres : Georges
- 1987 : Soigne ta droite : le golfeur

### Télévision
- 1968 : Les Atomistes de Léonard Keigel : David
- 1972 : Les Thibault (série télévisée) : Antoine
- 1974 : Messieurs les jurés : L'Affaire Hamblain d'André Michel
- 1974 : Le comte Yoster a bien l'honneur (Graf Yoster gibt sich die Ehre) (série télévisée) : Laforêt
- 1974 : Les Faucheurs de marguerites (feuilleton TV) : Louis Blériot
- 1976 : Erreurs judiciaires (série télévisée) : Me Forgest
- 1977 : La foire (téléfilm) : l'oncle Gri Gri
- 1977 : Un crime de notre temps de Gabriel Axel (téléfilm) : le commissaire Astoin
- 1977 : La Mer promise de Jacques Ertaud : Didier Robin
- 1978 : Les Pieds poussent en novembre de Pierre Viallet (téléfilm) : Juli
- 1978 : Preuves à l'appui (série télévisée) : le commissaire Lierne
- 1978 : Les Enquêtes du commissaire Maigret, épisode : Maigret et les Témoins récalcitrants de Denys de La Patellière : Me Radel
- 1979 : Histoires insolites (série télévisée) : Thierry
- 1980 : Ils furent rois tout un matin de Régis Milcent (téléfilm) : Édouard
- 1980 à 1986 : Médecins de nuit (série télévisée) - 14 épisodes : le docteur Patrick
- 1981 : Les Brus de Juan Luis Buñuel (téléfilm) : Paul
- 1981 : L'Examen de Jean-Daniel Simon (téléfilm) : Denis Gence
- 1982 : Commissaire Moulin (série télévisée) : Robert de Vialas
- 1983 : La Guérilla ou les Désastres de la guerre (Los Desastres de la guerra) (série télévisée) : José
- 1984 : Image interdite de Jean-Daniel Simon (téléfilm) : Alberto de Nanti
- 1985 : Châteauvallon, de Serge Friedman, Paul Planchon et Emmanuel Fonlladosa : Philippe Berg
- 1975-1986 Cinéma 16 (série télévisée) - 3 téléfilms :
  - 1986 : Bleu-noir de Jacques Cornet - Stern
  - 1986 : Jours de sable de Youri - Félicien
  - 1975 :  Esquisse jeune femme sens dessus-dessous de Alain Boudet - Henri, l'amant
- 1988 : M'as-tu-vu? (série télévisée) : le maire
- 1988 : Les Enquêtes du commissaire Maigret, épisode Le Chien jaune de Pierre Bureau
- 1989 : Le Masque (série télévisée) 2 épisodes :
  - L'assassin est à bord - Adam Boquet
  - L'ami de Pauline - Georges
- 1989 : Gueule d'arnaque de Joël Séria (téléfilm) : Yves
- 1991 : La Milliardaire de Jacques Ertaud (téléfilm) : Robert Demarche
- 1992 : Soleil d'automne (téléfilm) : Paul
- 1994-1995 : La Mondaine (série télévisée) : Roche Blandin
- 1995 : Le Groom (téléfilm) : le docteur Ronchères
- 1995 : Navarro - épisode : Meurtre d'un salaud de Jacques Ertaud (série télévisée) : Carbonneaux
- 1996 : Tatort - épisode : Frankfurt - Miami (série télévisée) : Roche Blandin

## Théâtre

### Comédien
- 1963 : Le Fil rouge de Henry Denker, mise en scène Raymond Rouleau, Théâtre du Gymnase
- 1969 : Les Garçons de la bande de Mart Crowley, mise en scène Jean-Laurent Cochet, Théâtre Édouard VII

### Metteur en scène
- 1963 : La Ménagerie de verre de Tennessee Williams, Théâtre Mouffetard
- 1967 : Les Girafes de Richard Bohringer,  Théâtre de la Gaîté-Montparnasse